# 仲村渠致元
仲村渠 致元（なかんだかり ちげん、1696年9月15日（尚貞王28年8月19日） - 1754年8月6日（尚穆王3年6月18日））は、琉球王国の陶工。琉球焼中興の祖とされる。唐名は用 啓基。

## 概要
那覇・泉崎にて、代々陶工の家系に生まれる。王府の命により1724年に八重山に渡り、陶器の製法を伝える。また、1730年には薩摩藩に渡り、薩摩焼や朝鮮焼などの陶法を学び、帰国後窯を開き、白焼陶器を広めた。晩年の1752年に、功績が認められ士族に列せられた。